# Моргі-Завадовські
Моргі-Завадовські (пол. Morgi Zawadowskie) — село в Польщі, у гміні Белхатув Белхатовського повіту Лодзинського воєводства.
У 1975-1998 роках село належало до Пйотрковського воєводства.